# Bataille de Gembloux (1940)
Pour les articles homonymes, voir Bataille de Gembloux.
Seconde Guerre mondiale,
Bataille de France
Batailles
- Drôle de guerre
- Évacuation des civils de la ligne Maginot
- Mobilisation
- Offensive de la Sarre
- Baie de Heligoland
- Incident de Mechelen
- Plan Jaune
- Plan Dyle
- Luxembourg
- Ében-Émael
- Hannut

- Sedan
- Dinant
- Monthermé
- Givet
- La Horgne
- Gembloux
- Flavion
- Louvain
- Charleroi

- Stonne
- Montcornet
- La Sambre
- Arras

- L'Escaut
- Amiens
- La Lys
- Massacre de Vinkt
- Boulogne-sur-Mer
- Calais
- Poche de Lille
- Massacre du Paradis
- Abbeville
- Dunkerque
- Capitulation belge

- L'Aisne
- L'Ailette
- Opération Paula
- l’Exode
- Pont-de-l'Arche
- Opération Cycle
- Opération Ariel

- Les Alpes
- Vallon du Seuil
- Bombardement de Toulon
- Opération Vado
- La Loire
- Saumur
- La vallée du Rhône
- Bombardements de Marseille
- Menton (Pont-Saint-Louis)
- Combats aériens en Suisse
- Armistice du 22 juin

On désigne sous le vocable bataille de Gembloux les combats qui se sont déroulés du 13 au 15 mai 1940 le long de la ligne KW-Namur appelée position Dyle entre le 4e corps de l'armée française commandée par le général Blanchard et le 16e corps d'armée allemand du général Hoepner, lors de la campagne de France pendant la Seconde Guerre mondiale.
Cette bataille est une éphémère victoire tactique alliée qui permet de retarder la progression allemande en Belgique. Elle se termine par une retraite française, car les Allemands ont réalisé au même moment un succès stratégique décisif plus au sud, la percée de Sedan.

## Contexte historique
Le 10 mai 1940, le Troisième Reich envahit le Luxembourg, les Pays-Bas et la Belgique dans le cadre du plan Jaune (Fall Gelb), le fort d'Ében-Émael tombe ainsi que le canal Albert. 
Le corps expéditionnaire français doit alors accentuer sa vitesse de déplacement vers le front qui lui est imparti.
Le 12 mai, le haut commandement belge accepte de « conformer la conduite des opérations de l'armée belge aux instructions que lui ferait parvenir le généralissime des forces alliées. »
Toutes les troupes alliées s'installent alors sur une seconde ligne de résistance pour tenter de stopper les Allemands en Belgique selon le Plan Dyle-Breda du général en chef Gamelin qui prévoyait la réunion des forces alliées au centre de la Belgique en vue d'une bataille décisive :
- L'armée belge occupe une ligne défensive d'Anvers à Louvain.
- Le corps expéditionnaire britannique, sous le commandement du maréchal Gort se positionne de Louvain à Wavre.
- La 1re armée française du général Blanchard établit des positions défensives sur une ligne Wavre, Ernage, Gembloux et nord de Namur
- Namur est défendue par le 7e corps d'armée belge
- Du sud de Namur jusque Charleville-Mézières le secteur est défendu par la 9e armée française du général Corap, qui est déjà entamée dès le 12 mai, par les troupes allemandes qui réalisent une percée à travers les Ardennes et foncent vers la Manche; la percée de Sedan.

Pour défendre la ligne Wavre-Ernage-Gembloux-Namur, d'une longueur d'environ 30 km la 1re Armée française du général Blanchard, dispose de 6 divisions d'infanterie dont 3 motorisée.

De Wavre à Chastre se trouve positionné le 3e corps d'armée commandé par le général de La Laurencie qui comporte la 1re division d'infanterie motorisée du général Camas et la 2e division d'infanterie nord-africaine du général Dame.

Au centre se trouve le 4e corps d'armée qui occupe la position de Ernage à Beuzet et a qui il incombe la mission la plus difficile : « barrer à tout prix sans esprit de recul la direction de Gembloux, afin d'interdire aux allemands une avance vers Charleroi et la vallée de la Sambre et donc vers la frontière française du Nord. » 

Le 4e corps d'armée est bordé en direction de Namur par le 5e corps d'armée commandé par le général Altmayer composé de la 12e division d'infanterie motorisée du général Janssen et la 5e division d'infanterie nord-africaine du général Vieillard.

Le front imparti au  4e corps d'armée se présente sous la forme d'une plaine agricole avec quelques bosquets de bois touffus. Pour arrêter l'élan des panzers, la voie ferrée Bruxelles-Wavre-Gembloux-Namur constitue le seul obstacle naturel derrière lequel la défense peut s'organiser. Le remblai et les ponts de cette voie ferrée constitueront le théâtre de combats acharnés.

La 15e division d'infanterie motorisée commandée par le général Juin, qui disposait de 2 500 véhicules environ, occupait le secteur allant de Beuzet à Gembloux et avait pu installer ses positions défensives ainsi que des mines antichars. 
Par contre la 1re division marocaine qui occupait le secteur de Gembloux à Ernage avait connu des problèmes d'acheminement en raison de l'encombrement des routes par les réfugiés et des bombardements de la Luftwaffe. Le 7e RTM qui avait regagné la Belgique à pied se heurta, près de quatre heures après son arrivée aux troupes allemandes.
L'ordre de défendre l'axe Gembloux-Wavre est confiée aux blindés du général Prioux qui sont envoyés en avant-garde dans le but de retarder la progression des Allemands qui menace les alliés dans le centre de la Belgique.

La bataille de Hannut, à environ 35 km au nord-est de Gembloux, représente la seule grande action défensive des Français sur le front belge. Elle ne représente qu'une partie du plan Dyle, car celui-ci ne put être appliqué, la réunion de toutes les forces alliées étant rendue impossible par la capitulation néerlandaise et par la retraite précipitée du corps expéditionnaire britannique vers l'ouest, laissant l'armée belge dans la région d'Anvers à Wavre, au nord des Français du général Prioux.

## Forces en présence

### France
- 4e corps d'armée sous le commandement du général Aymes[3]
  - 1re division marocaine (1re DM) (général Mellier) : cette division était composée d’environ 61 % de militaires marocains engagés volontaires et 39 % de cadres français (officiers, sous-officiers et volontaires français)[4].
    - 1er régiment de tirailleurs marocains (1er RTM) : colonel Bocat
    - 2e régiment de tirailleurs marocains (2e RTM) : colonel Cordier
    - 7e régiment de tirailleurs marocains (7e RTM) : colonel Vendeur
    - 64e régiment d'artillerie d'Afrique (64e RAA) : lieutenant-colonel Leclerc

  - 15e division d'infanterie motorisée (15e DIM) (général Alphonse Juin)
- 2e division légère mécanique général Bougrain
  - 1er régiment de dragons portés, commandé par le colonel Méric de Bellefon[5].
- 3e corps d'armée
  - 2e division d'infanterie nord-africaine (2e DINA) (général Pierre Dame)
    - 13e régiment de tirailleurs algériens (13e RTA)
    - 22e régiment de tirailleurs algériens (22e RTA)
    - 11e régiment de zouaves (11e RZ)

  - 1re division d'infanterie motorisée (1re DIM) (général Malivoire-Filhol de Camas)
    - 1er régiment d'infanterie (1er RI)
    - 27e régiment d'infanterie (27e RI)
    - 43e régiment d'infanterie (43e RI)
    - 110e régiment d'infanterie (110e RI)
    - 15e régiment d'artillerie divisionnaire (15e RAD)   (Capitaine de batteries de mortiers GRELAUD[réf. nécessaire])
    - 215e régiment d'artillerie divisionnaire (215e RAD)

Le 3e corps d'armée du général de la Laurencie (1re division d'infanterie motorisée (1re DIM) (général Malivoire-Filhol de Camas) et 2e division d'infanterie nord-africaine (2e DINA) (général Dame) occupe la position située entre Wavre et Chastre.

### Allemagne
- Unités des 3e et 4e Panzerdivision (25 000 hommes et 750 chars) du XVI Panzer Corps du Général Erich Hoepner, faisant partie lui-même du groupe d'armées B de Fedor von Bock de la VIe armée sous le commandement de Walter von Reichenau.

## Déroulement de la bataille

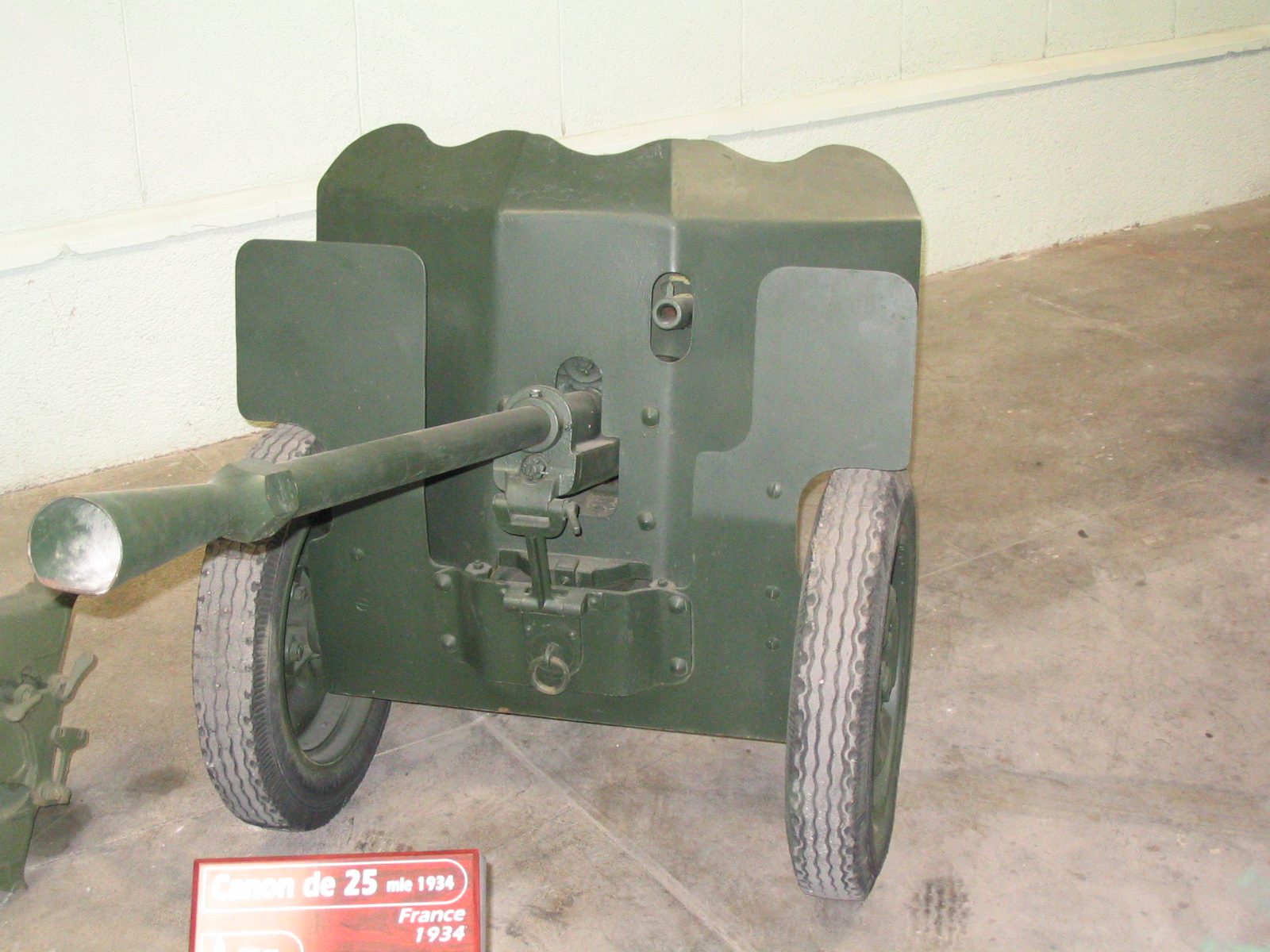
Un canon anti-char 25 mm Hotchkiss. L'artillerie française commença par dominer le champ de bataille.

Le 12 mai, le général Prioux qui avait installé les éléments de son corps de cavalerie, sur une quarantaine de kilomètres, entre Huy, Hannut et Tirlemont est assailli par les panzers et les stukas qui prennent en toute impunité les engins français pour cible, qui se replient progressivement vers Gembloux. 
Le 14 mai, la bataille pour le contrôle de Gembloux commence. La 3e Panzerdivision perce dans le secteur de Corbais. Les derniers éléments du corps de cavalerie Prioux se replient derrière les positions de la 1re armée française. Pendant ce temps, à Ernage, les tirailleurs marocains se heurtent aux chars allemands. Embarrasés par la présence de réfugiés qui passent leurs lignes, les tirailleurs ont confondu les chars allemands avec les engins du corps de cavalerie, qui, dans leur repli, sont suivis de près par les premiers panzers. Revenu de leur méprise les Franco-Marocains détruisent 9 blindés sur 35 que comptait la colonne qui bat en retraite. Toute la journée les Français sous le commandement du général René Prioux parviennent à repousser les allemands qui attaquent avec leurs chars et de l'infanterie, ceci notamment grâce à l'emploi de canons anti-char Hotchkiss de 25 mm et de blindés Renault R35. L'infanterie de la 4e Panzerdivision parvient cependant à progresser, ne rencontrant pas de véritable résistance dans le secteur de Walhain et Ernage. 
L'Armée de l'Air, qui ne dispose dans la région que de 26 chasseurs et d'un escadron d'avions de reconnaissance, ne peut contenir l'offensive aérienne allemande et ses avions sont abattus par les chasseurs ennemis en supériorité numérique écrasante et par la Flak qui accompagne systématiquement toute offensive allemande jusqu'en première ligne. Malgré cette insuffisance grave de protection aérienne française, la 1re division marocaine s'illustre cependant en stoppant pendant une journée la 3e Panzerdivision allemande à Perbais et à Cortil-Noirmont (des batteries d'artillerie françaises stationnées non loin du Bois Quinaud tiraient sans discontinuer sur le Bois de Buis, à Thorembais-Saint-Trond).
En fin de journée, deux compagnies de tirailleurs appuyées par deux sections de chars, lancent une contre attaque permettant la destruction de deux ponts surplombant la voie ferrée.
 Dans la nuit un repli vers Fleurus était prévu en raison de la percée allemande à Dinant, que la 9e armée n'avait pas réussie à contenir.
Le 15 mai dès 5 heures du matin, les défenses françaises faiblissent en raison du pilonnage incessant des canons de 88 mm et des Stukas allemands qui reprennent, sur Ernage en particulier. A 6h30, l'infanterie motorisée passe à l'attaque  et déborde le village ou une compagnie française encerclée continue le combat jusque 18 heures. Les chars de la 3e Panzerdivision élargissent l'assaut jusqu'à Perbais-Chastre où ils pénètrent le dispositif défensif du 110e RI appartenant à la 1re DIM faisant sauter la liaison avec le 3e corps d'armée. En fin de matinée, les fusiliers et chars allemands se ruent à l'assaut de la division marocaine retranchée entre Ernage et Gembloux. Le 3e RTM appuyé par des chars du 35e BCC lancent une contre attaque obligeant les assaillants à se replier.
Toutefois, la percée de la 7e Panzerdivision commandée par Erwin Rommel, dans la région de Philippeville et l'effondrement de la 9e armée française obligèrent la 1re armée française à se replier pour éviter l'encerclement. Ce repli, sous les attaques du VIII. Fliegerkorps de la Luftwaffe, était accompli de nuit sur des lignes âprement défendues qui conduira les troupes françaises à Lille et à Dunkerque. 
Les pertes allemandes sont d'environ 300 tués et 413 blessés et 300 engins blindés sur 750 engagés sont mis hors de combat grâce à l'artillerie française qui joua un rôle crucial pendant la bataille, ainsi qu'une dizaine d'avions mis hors de combat.
Les pertes françaises s’élèvent à plusieurs centaines de blessés ou disparus et la perte de 200 engins blindés.

## Conséquences

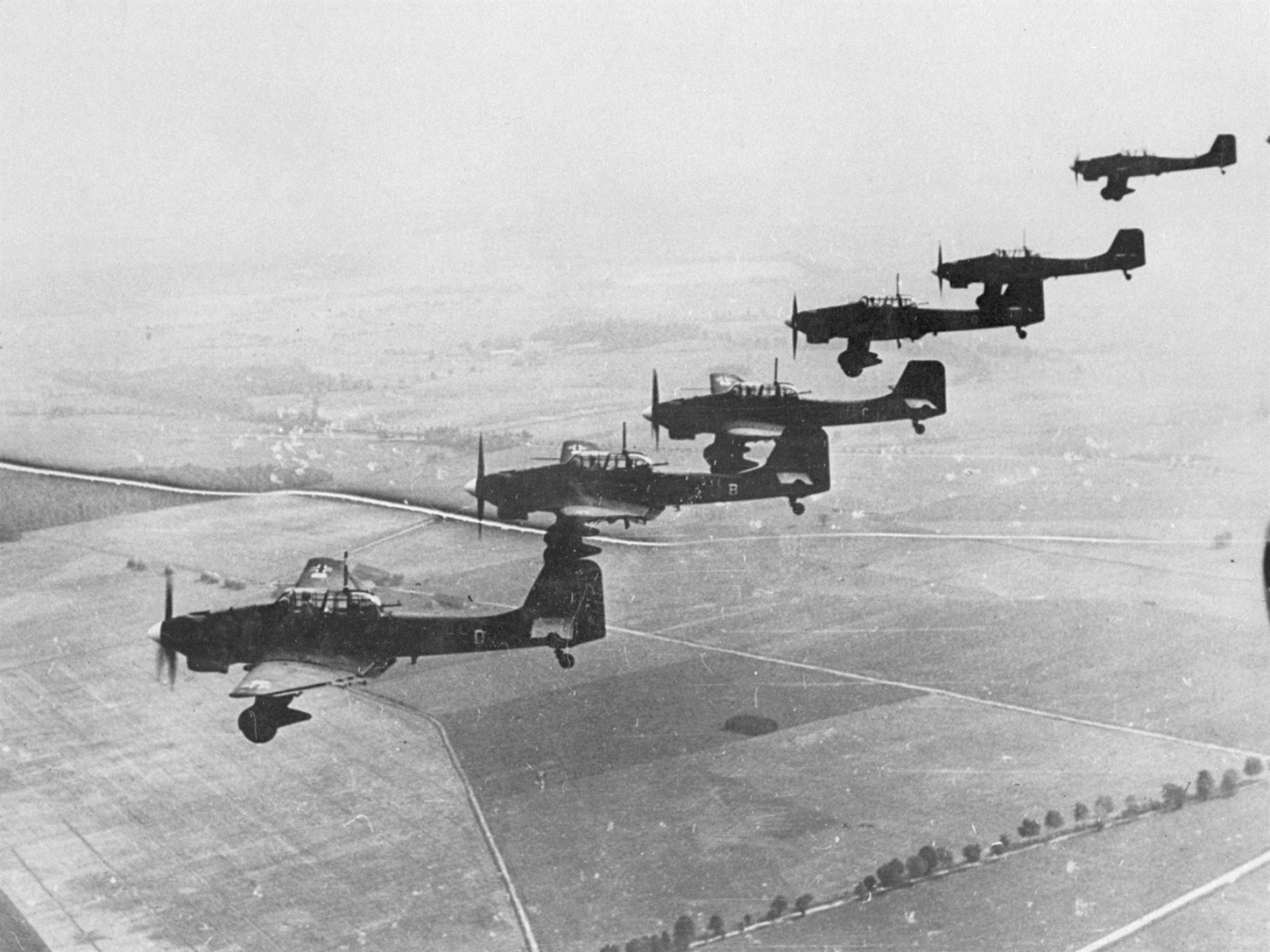
Un vol de Stukas de la Luftwaffe. La supériorité aérienne allemande contribua à la retraite des forces françaises.

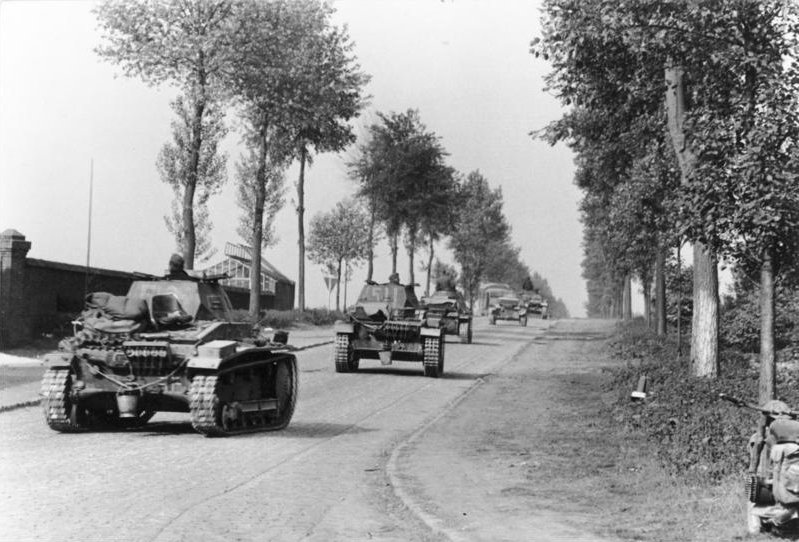
Chars allemands en Belgique.

La retraite générale des Alliés résulte de l'absence de défense cohérente entre les Alliés sur le secteur central du front belge, ce qui a permis à la Wehrmacht de contrôler le centre de la Belgique. La bataille de Gembloux est la plus grande action française de blindés de la campagne de 1940 ; mais ce n'est qu'une victoire tactique, sans l'effet escompté qui était de stopper l'ensemble de l'avance allemande et ce par manque de coordination des forces alliées sur le reste des fronts. Elle s'inscrit dans le cadre plus général des batailles de Hannut et de Flavion menées contre les blindés allemands.
Pour la Wehrmacht, ces batailles permirent de distraire le gros des forces françaises de ce qui aurait dû être leur point de résistance principal, plus au sud, face à la percée décisive près de Sedan. Ainsi, les Allemands purent mener à bien l'objectif du plan jaune de débordement des alliés, au sud du territoire belge, leur permettant de foncer vers la Manche, ce qui allait aboutir à l'isolement des armées alliées de Belgique par rapport au reste des forces françaises. Toutefois, la résistance de la 1re Armée française, puis la résistance belge sur la Dendre parviendront à contrecarrer le plan complémentaire allemand qui était de percer les troupes alliées de Belgique avant qu'elles puissent retraiter vers leurs bases de la côte nord dans la région de l'Yser. Cela permettra le rembarquement du Corps expéditionnaire britannique (BEF) et d'une partie des éléments français et belges à Dunkerque, alors que ces forces étaient irrémédiablement coupées des forces françaises au sud par la réussite du plan jaune allemand lancé à partir de Sedan.

## Conclusion
Les solides défenses françaises contre le IVe Corps du général von Schwedler avaient donc retardé les Allemands mais ne pouvaient appliquer le plan Dyle qui prévoyait de livrer la bataille décisive qui aurait dû stopper l'invasion allemande. La percée de Sedan, au sud des armées alliées française, belge et britannique, ainsi que la capitulation néerlandaise au nord, menaçait celles-ci d'encerclement et les obligeaiant à un recul général sur tous les fronts, ce qui allait se terminer par une victoire de l'Allemagne durant cette campagne. L'insuffisance de la coordination entre les forces alliées au tout début des hostilités dès la percée de Sedan est généralement considérée comme la cause initiale de la défaite, le commandant en chef des alliés, le généralissime français Gamelin n'ayant pas compris d'emblée que cette percée, au lieu de la poussée allemande en Belgique, constituait l'offensive principale de l'ennemi.

## Hommages
Inscriptions de bataille
L'inscription de bataille Gembloux 1940 est attribuée aux drapeaux des : 
- 1er régiment de tirailleurs marocains (1er RTM)
- 2e régiment de tirailleurs marocains (2e RTM)
- 7e régiment de tirailleurs marocains (7e RTM)
- 64e régiment d'artillerie d'Afrique (64e RAA)
- 4e régiment d'infanterie (4e RI)
- 27e régiment d'infanterie (27e RI)
- 134e régiment d'infanterie (134e RI)
- 1er régiment d'artillerie divisionnaire (1er RA)

Citations collectives à l'ordre de l'Armée
Après la guerre, les régiments de la 1re Division marocaine obtiendront l'hommage officiel des armées française et belge pour ces faits d'armes (huit citations).
« Régiment Nord-Africain d'élite. A fait preuve des plus belles qualités d'endurance et de combativité dès les premiers engagements de mai 1940, en Belgique, sous l'ardente impulsion de son chef, le Colonel Vendeur. Ayant couvert 130 kilomètres en trois jours, a subi, dès son arrivée sur la position de Cortil-Noirmont, très sommairement organisée, le choc des divisions blindées allemandes. Malgré l'état de fatigue immense des Tirailleurs et l'absence de tout obstacle de valeur barrant la trouée de Gembloux, le 1er Bataillon à Ernage, les 2e et 3e Bataillons à Cortil-Noirmont, ont réussi, le 14, 15 et 16 mai 1940, à arrêter les attaques des forces adverses, leur infligeant des pertes très dures en hommes et matériel. Maintenu en arrière-garde après le repli général ordonné le 15 mai, s'est énergiquement dégagé dans la matinée du 16, du centre de résistance de Cortil-Noirmont, pour porter à Tilly un vigoureux coup d'arrêt à l'ennemi, refoulant son infanterie sur plusieurs kilomètres par une contre-attaque brutale à la baïonnette. »
— Citation à l'ordre de l'armée française décernée au 7e régiment de tirailleurs marocains (7e RTM) après les combats à Gembloux
« Régiment d'élite qui, fidèle à ces traditions légendaires, a donné toute sa mesure de bravoure et d'esprit de sacrifice au cours des opérations de mai 1940 en Belgique. Engagé en hâte dans la bataille de Gembloux avec la 1re Division Marocaine, après avoir couvert 130 kilomètres en trois jours, a, dès son arrivée sur la position, subi le choc des formations blindées allemandes. À Cortil-Noirmont et à Ernage, les 14 et 15 mai, a réussi, au prix de lourds sacrifices, à arrêter les attaques répétées des forces adverses. Maintenu en arrière-garde après le repli général ordonné le 15 mai, le Régiment s'est énergiquement dégagé le 16 mai du centre de résistance de Cortil-Noirmont et a mené à Tilly une brillante contre-attaque à la baïonnette, refoulant l'ennemi de plusieurs kilomètres. »
— Citation à l'ordre de l'armée belge décernée au 7e régiment de tirailleurs marocains (7e RTM) après les combats à Gembloux
Voies portant le nom de la 1re Division marocaine
- Rue de la Première Division Marocaine à Gembloux

## Nécropole de Chastre
Les dépouilles des soldats français et nord africains tombés en mai 1940 lors de la bataille et qui n'ont pu être rapatriées reposent, avec d'autres combattants tués lors d'autres batailles, à la nécropole de Chastre en Belgique. Chaque année au début du mois de mai y ont lieu des cérémonies commémoratives de la Bataille de Gembloux.

## Récits sur la bataille
« [...] Ils ouvrirent sur nous un tir bien ajusté et, malheureusement, très efficace. [...] Nos chars ont tiré rageusement, à la limite de rupture, mais les mitrailleurs ennemis ripostaient toujours ; les gars devaient être drôlement gonflés. Le feu devint si intense que nous fûmes bloqués [...] Voilà plus de dix heures que nous sommes sous cette grêle de feu et nous n'avons progressé que de 50 mètres dans les positions ennemies. [...] On avait l'impression d'avoir réussi une percée, mais ce n'était en fin de compte qu'une illusion, car les chars, concentrés sur un petit espace, offraient une cible facile à la défense antichar ennemie [...]. La tentative de percée avait été bien repérée et maintenant tout le secteur était soumis à un feu meurtrier. [...] il était impossible à nos chars de passer à cet endroit ! Ils furent donc repliés, ainsi que nos camarades. [...] au coup de sifflet, la compagnie repart à l'assaut, mais plus d'un reste au sol [...] des chars français, bien camouflés [...] balayent tout le terrain de leurs salves. [...] C'est alors que nous arrive la nouvelle à la tombée de la nuit, repli sur toute la ligne d'attaque, vers nos bases. [...] Nous sommes à bout [...] »
— Témoignage du caporal-chef allemand Matthias ayant participé à la bataille de mai 1940 à Gembloux, engagement du 15 mai 1940 face à la 9e compagnie du 3e bataillon du 1er Régiment de Tirailleurs Marocains